# Steven C. Miller
Steven C. Miller là nhà biên kịch, dựng phim và đạo diễn phim người Mỹ. Anh từng tham gia đạo diễn ba bộ phim có sự tham gia của Bruce Willis: Lật tẩy (2015), Kẻ săn mồi (2016) và Đòn quyết định (2017).

## Sự nghiệp
Miller theo học tại Đại học Full Sail chuyên ngành Sản xuất điện ảnh và truyền hình. Phim đạo diễn đầu tay của anh mang tên Automaton Transfusion (2006) được thực hiện với kinh phí dưới 15.000 USD và đã được hãng Dimension Films mua lại và phân phối toàn cầu sau buổi ra mắt tại Liên hoan phim kinh dị Screamfest 2007. Sau khi kí hợp đồng với Aperture Entertainment và United Talent Agency, Miller tham gia đạo diễn một số phim của hai hãng.
Năm 2011, Miller bắt đầu tham gia đạo diễn ba dự án phim độc lập. Dự án đầu tiên là The Aggression Scale (2012), được IndieWire mô tả là "một Ở nhà một mình chết chóc hơn". Sau khi ra mắt tại South by Southwest, phim được hãng Anchor Bay Entertainment mua bản quyền phân phối toàn cầu. Dự án độc lập thứ hai mang tên Under the Bed (2012), được ra mắt tại Fantasia Festival và sau đó được hãng XLrator Media mua bản quyền phát hành. Phim độc lập thứ ba của Miller là bộ phim kinh dị Giáng sinh Silent Night (2012), một phiên bản làm lại từ nguyên tác Silent Night, Deadly Night (1984). Cũng giống như The Aggression Scale, bộ phim được phân phối bởi hãng Anchor Bay.
Miller bắt đầu tham gia làm phim đại chúng với bốn phim điện ảnh do Emmett/Furla/Oasis sản xuất và Lionsgate Premiere phát hành: Lật tẩy (2015), Kẻ săn mồi (2016), Phi vụ tống tiền (2017) và Đòn quyết định (2017). và sau đó là Kế hoạch đào tẩu 2: Địa ngục (2018). Qua các bộ phim này, Miller đã có nhiều lần hợp tác làm việc với Bruce Willis, Dave Bautista, Adrian Grenier và Jonathan Schaech.

## Danh sách phim
| Năm  | Tựa đề                       | Vai trò  | Vai trò  | Vai trò   | Ghi chú                 |
| Năm  | Tựa đề                       | Đạo diễn | Sản xuất | Dựng phim | Ghi chú                 |
| ---- | ---------------------------- | -------- | -------- | --------- | ----------------------- |
| 2006 | Automaton Transfusion        | Có       | Không    | Có        |                         |
| 2011 | Scream of the Banshee        | Có       | Không    | Có        | Phim truyện truyền hình |
| 2012 | The Aggression Scale         | Có       | Không    | Có        |                         |
| 2012 | Under the Bed                | Có       | Có       | Có        |                         |
| 2012 | Silent Night                 | Có       | Không    | Không     |                         |
| 2015 | Lật tẩy                      | Có       | Không    | Không     |                         |
| 2016 | Submerged                    | Có       | Không    | Có        |                         |
| 2016 | Kẻ săn mồi                   | Có       | Không    | Không     |                         |
| 2017 | Phi vụ tống tiền             | Có       | Không    | Không     |                         |
| 2017 | Đòn quyết định               | Có       | Không    | Không     |                         |
| 2018 | Kế hoạch đào tẩu 2: Địa ngục | Có       | Không    | Không     |                         |